# Martinet sombre
Cypseloides niger
Espèce
Synonymes
- Hirundo nigra Gmelin, 1789
(protonyme)

Statut de conservation UICN

 VU A2ace+3ce+4ace : Vulnérable
Le Martinet sombre (Cypseloides niger) est une espèce d'oiseaux de la famille des Apodidae.

## Description
Le martinet sombre a la partie supérieure de la tête et l'arrière du cou brun-grisâtre profond ou de couleur suie, passant au noir-suie sur le dos et les autres parties supérieures (les ailes et la queue sont très légèrement satinées de bleuâtre). Le menton et la gorge sont d'un brun-grisâtre plus léger passant à beaucoup plus sombre sur les parties inférieures du corps et des sous-caudales. Les plumes du front et de la couronne sont étroitement terminées de blanc grisâtre, ces pointes étant beaucoup plus larges sur les côtés du front et se fondent dans une zone blanchâtre distincte bordant le bord supérieur de la zone lorale noire. Les plumes sous la couverture alaire sont très finement bordées de gris pâle. Le bec est noir, les pattes sombres et l'œil brun sombre.

## Répartition

Carte de répartition
Aire de nidification
Voie migratoire
Présent à l'année

Cette espèce vit en Amérique du Nord, du Canada jusqu'au Mexique et au Costa Rica.

## Nidification
Il pond 4 à 5 œufs blancs dans un nid, installé dans des cavités de bâtiment, composé de bâtons lâchement assemblés et tapissé de feuilles.

## Sous-espèces
D'après la classification de référence (version 10.1, 2020) du Congrès ornithologique international, cette espèce est constituée des trois sous-espèces suivantes (ordre phylogénique) : 
- Cypseloides niger borealis (Kennerly, 1858) ;
- Cypseloides niger costaricensis Ridgway, 1910 ;
- Cypseloides niger niger (Gmelin, JF, 1789).